# Karl Barufka
Karl Barufka (Gelsenkirchen, 15 maggio 1921 – Böblingen, 4 aprile 1999) è stato un calciatore tedesco, di ruolo centrocampista.

## Palmarès

### Club

#### Competizioni nazionali
- Campionato tedesco: 2

Stoccarda: 1949-1950, 1951-1952
- Coppa di Germania: 1

Stoccarda: 1953-1954